# Domenico Riccio

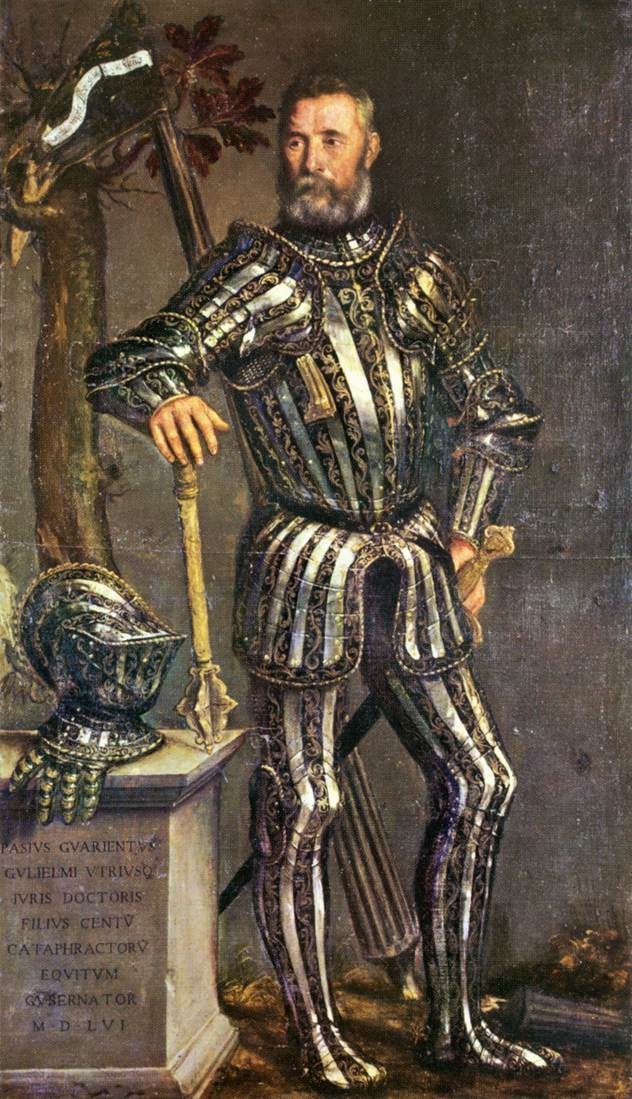
Porträtt av Pase Guarienti, utfört av Domenico Brusasorzi 1556

Domenico del Riccio eller Domenico Brusasorci, född 1516 och död 1567, var en venetiansk konstnär.
Domenico del Riccio var lärjunge till Giovanni Francesco Caroto. I hans konst, huvudsakligen dekorativa fresker märks annars inflytande från andra stora samtida som Michelangelo, Parmigianino med flera. I Palazzo Ridolfo i Verona finns hans storstilade målning Klemens VII:s och Karl V:s intåg.
Han var far till konstnären Felice Riccio.